# Teungoh Beureuleung
Teungoh Beureuleung is een bestuurslaag in het regentschap Pidie van de provincie Atjeh, Indonesië. Teungoh Beureuleung telt 418 inwoners (volkstelling 2010).